# Digitaria procurrens
Digitaria procurrens är en gräsart som beskrevs av Paul Goetghebeur. Digitaria procurrens ingår i släktet fingerhirser, och familjen gräs. Inga underarter finns listade i Catalogue of Life.